# Entelodon
Entelodon (Syn.: Elotherium Pommel, 1847) war eine Gattung großer, schweineähnlicher Paarhufer, die im Oligozän in Europa und Asien lebte. Der Name Entelodon bedeutet auf Deutsch „perfekt bezahnt“.

## Beschreibung
Entelodon hatte einen massigen Körper, einen kurzen starken Hals und einen großen, langen, breiten und flachen Schädel, der eine Länge von einem Meter erreichen konnte. Das Jochbein war vergrößert. Die Bezahnung war vollständig und ähnelte eher der von primitiven Condylarthra, wie den Mesonychia. Die Zahnformel ist 3-1-7/3-1-7, dabei werden die einfachen, konischen Prämolaren nicht von Molaren unterschieden. Die konischen und seitlich abgeflachten Zähne eigneten sich gut zum Zerbeißen von Knochen. Die Abnutzung der Eckzähne zeigt, dass sie stark beansprucht wurden und nicht hauptsächlich zum Imponierverhalten gegenüber Artgenossen, wie bei Schweinen und Flusspferden, benutzt wurden. Wahrscheinlich waren die Tiere Allesfresser, die auch Aas nicht verschmähten und gelegentlich aktiv jagten.
Die Brustwirbel hatten lange Dornfortsätze, der Schwanz war kurz. Die Vorderbeine waren stärker als die Hinterbeine und die äußeren Knochen der Beine, wie das Schienbein, waren viel kürzer als die näher zum Körper gelegenen Knochen, wie der Oberschenkelknochen. Das bedeutet, dass das Entelodon wahrscheinlich kein guter und ausdauernder Läufer war. Im Unterschied zu den Anthracotheriidae hatte Entelodon nur noch zwei Zehen.

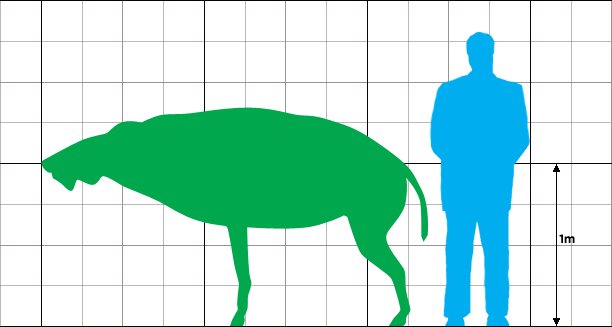
Größenvergleich zwischen Entelodon und Mensch
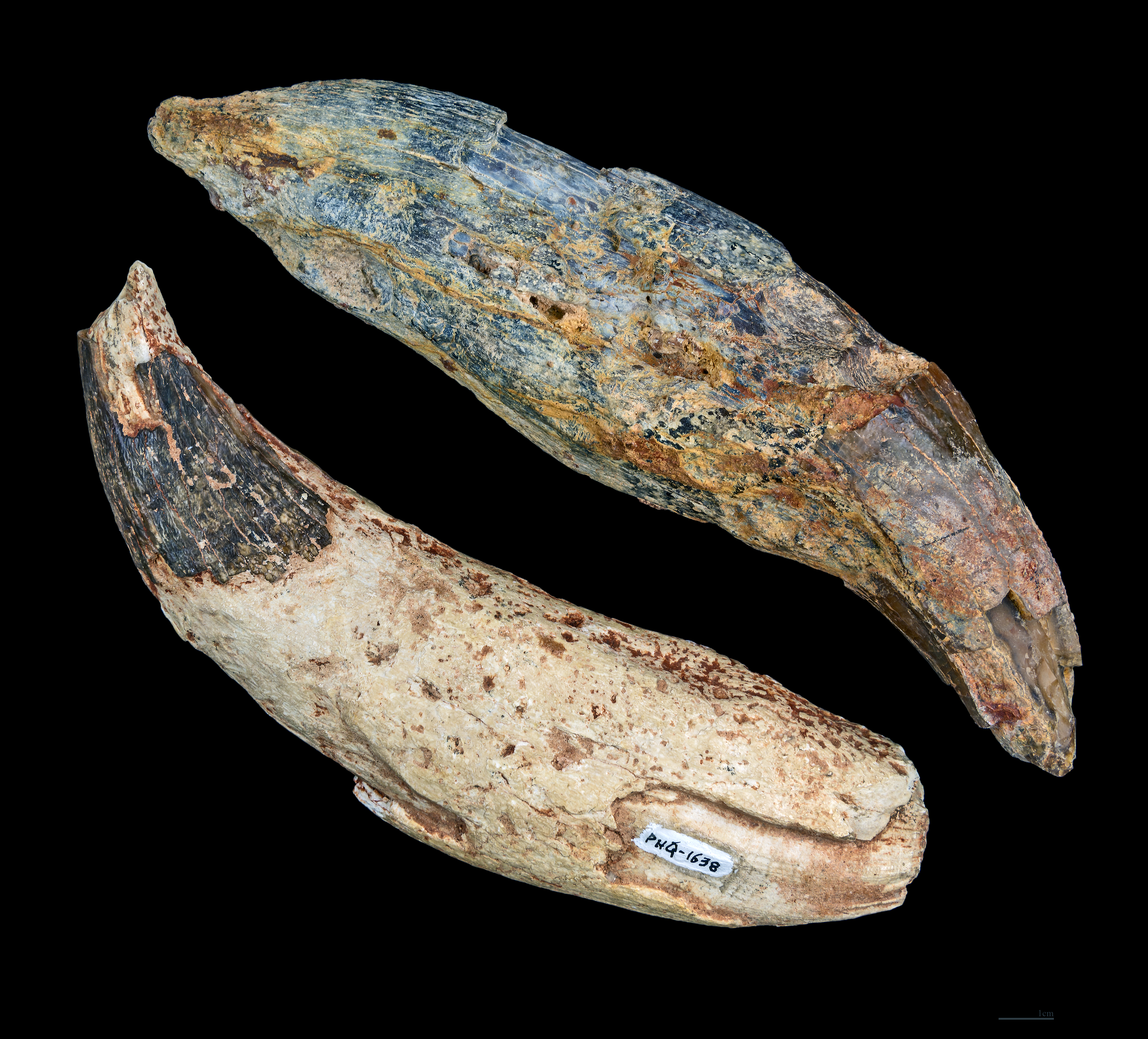
Entelodon magnus

## Systematik
Entelodon wird in die Familie Entelodontidae gestellt. Von dem nah verwandten nordamerikanischen Archaeotherium unterscheidet sich Entelodon morphologisch kaum.

### Arten
- E. magnus Aymard, 1846
- E. ronzonii Aymard, 1846
- E. aymardi (Pomel, 1853)
- E. verdeaui (Delfortrie, 1874)
- E. antiquus Repelin, 1919
- E. dirus Matthew & Granger, 1923
- E. gobiensis (Trofimov, 1952)